# Toropets
Toropets (en russe : Торо́пец) est une ville de l'oblast de Tver, en Russie, et le centre administratif du raïon de Toropets. Sa population s'élevait à 12 290 habitants en 2014.

## Géographie

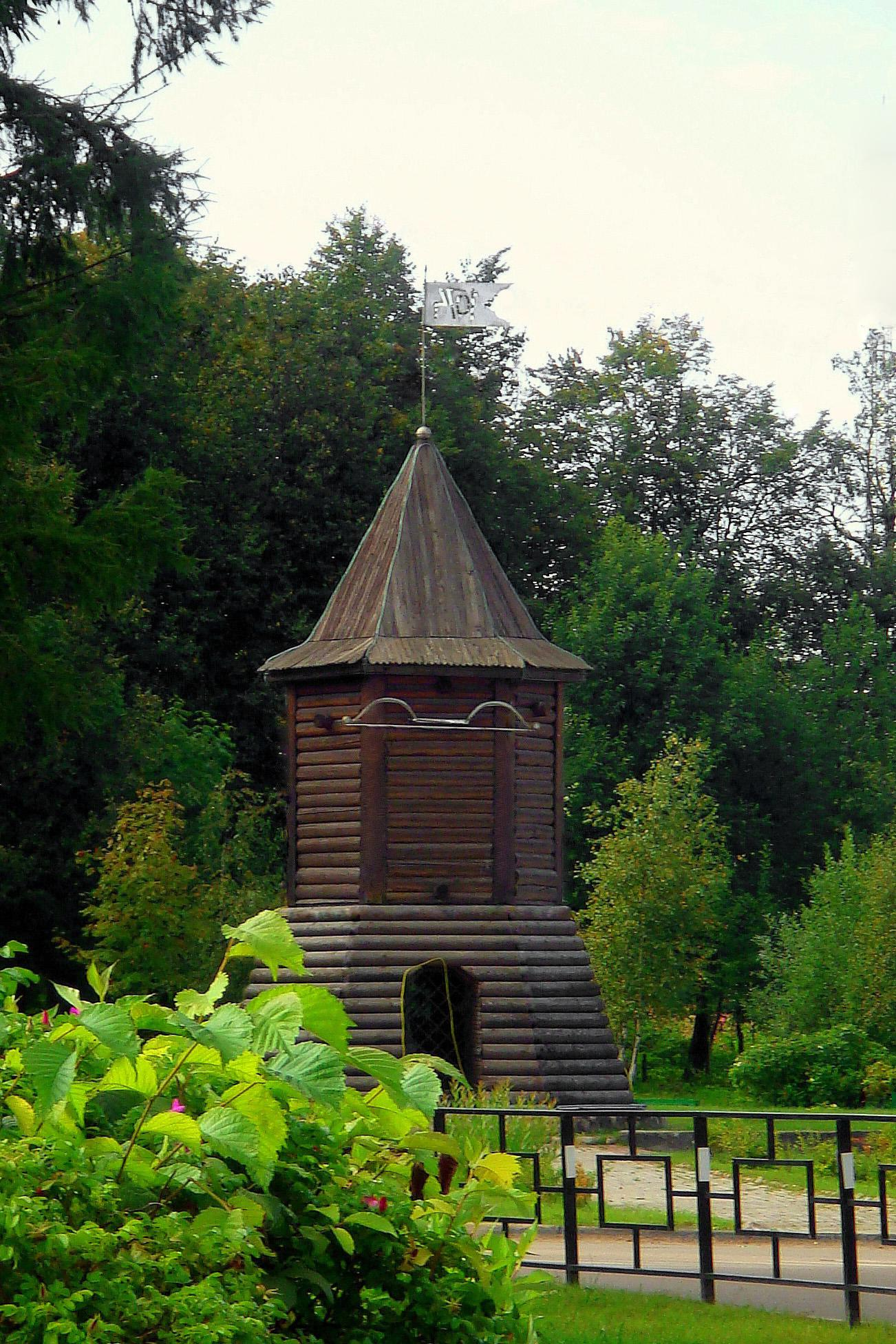
Tour d'observation, symbole de la ville.

Toropets est située à l'embouchure de la rivière Toropa dans le lac Solomeno, à 283 km à l'ouest de Tver.
La commune se situe quelques centaines de kilomètres à l'Est de Riga, une des capitales des pays baltes.
La commune se situe également à 470 kilomètres au nord de la frontière Ukraine-Russie.

## Histoire
La ville a été mentionnée pour la première fois dans des chroniques de 1074. Toropets appartenait alors aux princes de Smolensk. En 1167, elle était assez grande pour avoir son propre prince. Le plus célèbre d'entre eux fut Mstislav le Téméraire, dont le petit-fils Alexandre Nevski épousa Alexandra de Polotsk à Toropets en 1239.
Au milieu du XVe siècle, la ville passa sous la souveraineté du grand-duché de Lituanie, qui dut la remettre à Ivan III, après la bataille de la Vedrocha, en 1503. Au début du XVIIe siècle, Toropets fut mise à sac par l'armée polonaise. En 1777, Toropets fut rattachée au gouvernement de Pskov.
Le pouvoir soviétique s'établit à Toropets le 12 novembre (vieux style 30 octobre) 1917. En 1935, la ville fut incorporée à l'oblast de Kalinine, aujourd'hui oblast de Tver.

### Seconde Guerre mondiale
Pendant la Seconde Guerre mondiale, elle fut occupée par l'Allemagne nazie du 29 août 1941 au 21 janvier 1942. Elle fut libérée par le front nord-ouest de l'Armée rouge au cours de l'opération Toropets-Kholm.

### Invasion de l'Ukraine par la Russie
Dans le contexte de l'Invasion de l'Ukraine par la Russie, le 18 septembre 2024 au matin, le dépôt de munitions du 107e arsenal de la Direction générale des missiles et de l'artillerie l'armée russe (en), situé à l'est de la ville, a été touché par des drones. S'ensuivirent de grandes explosions et des incendies, et une destruction au moins partielle du stock.

## Patrimoine
Les plus anciennes églises de briques de la ville sont dédiées à Saint-Nicolas (1666-1669), Notre-Dame de Kazan (1698-1765) et Jean-Baptiste (1704).

## Population
Recensements (*) ou estimations de la population
| 1856  | 1897* | 1926* | 1939*  | 1959*  | 1970*  |
| ----- | ----- | ----- | ------ | ------ | ------ |
| 6 000 | 7 368 | 9 700 | 12 924 | 15 154 | 16 863 |

| 1979*  | 1989*  | 2002*  | 2010*  | 2013   | 2014   |
| ------ | ------ | ------ | ------ | ------ | ------ |
| 17 261 | 17 510 | 14 600 | 13 015 | 12 436 | 12 290 |

## Galerie
|  |  |